# Lipomelia
Lipomelia là một chi bướm đêm thuộc họ Geometridae.